# Diocesi di Bocconia
La diocesi di Bocconia (in latino: Dioecesis Bocconiensis) è una sede soppressa e sede titolare della Chiesa cattolica.

## Storia
Bocconia, nell'odierna Algeria, è un'antica sede episcopale della provincia romana di Numidia.
Due sono i vescovi noti di questa sede. Alla conferenza di Cartagine del 411, che vide riuniti assieme i vescovi cattolici e donatisti dell'Africa, partecipò per parte donatista Donatus episcopus Bucconiensis, che dichiarò di non avere competitore cattolico nella sua diocesi.
Il nome di Vitalianus Bocconiensis appare al 13º posto nella lista dei vescovi della Numidia convocati a Cartagine dal re vandalo Unerico nel 484; Vitaliano, come tutti gli altri vescovi cattolici africani, fu condannato all'esilio.
Dal 1933 Bocconia è annoverata tra le sedi vescovili titolari della Chiesa cattolica; vescovo titolare è Gregory Taik Maung, già vescovo ausiliare di Pyay.

## Cronotassi

### Vescovi residenti
- Donato † (menzionato nel 411) (vescovo donatista)

- Vitaliano † (menzionato nel 484)

### Vescovi titolari
- Thomas F. Quinlan, S.S.C.M.E. † (16 novembre 1965 - 31 dicembre 1970 deceduto)
- Simon Ignatius Pimenta † (5 giugno 1971 - 11 settembre 1978 succeduto arcivescovo di Bombay)
- Ernest Cabo † (2 luglio 1983 - 2 luglio 1984 nominato vescovo di Basse-Terre)
- Gregory Taik Maung, dall'8 novembre 1984